# Găneasa, Ilfov
Găneasa este satul de reședință al comunei cu același nume din județul Ilfov, Muntenia, România.

## Legături externe
Materiale media legate de Găneasa la Wikimedia Commons

 Acest articol despre o localitate din județul Ilfov este deocamdată un ciot. Puteți ajuta Wikipedia prin completarea lui.